# Іслям-Терек (станція)
Ісля́м-Тере́к (до 1952 року — Іслам-Терек, (крим. İslâm Terek, до 2025 року — Кі́ровська) — проміжна залізнична станція Кримської дирекції Придніпровської залізниці на неелектрифікованій лінії Джанкой — Владиславівка між станціями Новофедорівка (14 км) та Владиславівка (14 км). Розташована в  однойменному селищі Феодосійського району Автономної Республіки Крим.

## Історія
25 березня 2024 року на сайті Міністерства розвитку громад, територій та інфраструктури України було оприлюднено проєкт постанови Кабінету Міністрів «Про перейменування деяких географічних об'єктів». Відповідні дії вчинялися задля виконання положень Закону України «Про засудження та заборону пропаганди російської імперської політики в Україні і деколонізацію топонімії». Серед них було запропоновано й перейменування станції Кіровська на Іслям-Терек.
17 січня 2025 року постановою Кабінету Міністрів України станція Кіровська перейменована на Іслям-Терек.

## Пасажирське сполучення
На станції Іслям-Терек зупиняються приміські поїзди сполученням:
- Феодосія — Сімферополь;
- Армянськ — Феодосія;
- Джанкой — Феодосія / Керч.